# Aleksandr Foliforov
Aleksandr Sergeevič Foliforov (in russo Александр Сергеевич Фолифоров?; Kovrov, 8 marzo 1992) è un ex ciclista su strada russo, professionista dal 2015 al 2018 e vincitore di una tappa al Giro d'Italia 2016.

## Palmarès
- 2013 (Helicopters, una vittoria)

4ª tappa Grand Prix of Adygeya (Majkop > Guzeripl')
- 2014 (Itera-Katusha, tre vittorie)

4ª tappa Grand Prix of Adygeya (Majkop > Plateau Lago Nagi)
1ª tappa Ronde de l'Isard d'Ariège (Saint-Girons > Goulier-Neige)
4ª tappa Ronde de l'Isard d'Ariège (Foix > Saint-Girons)
- 2015 (RusVelo, due vittorie)

4ª tappa Grand Prix of Sochi (Soči, cronometro)
Classifica generale Grand Prix of Sochi
- 2016 (Gazprom-RusVelo, una vittoria)

15ª tappa Giro d'Italia (Castelrotto > Alpe di Siusi, cronometro)

### Altri successi
- 2012 (Itera-Katusha, una vittoria)

Classifica giovani Tour de Serbie
- 2014 (Itera-Katusha, due vittorie)

Classifica a punti Ronde de l'Isard d'Ariège
Classifica scalatori Ronde de l'Isard d'Ariège
- 2017 (Gazprom-RusVelo, una vittoria)

Classifica scalatori Tour of the Alps

## Piazzamenti

### Grandi Giri
- Giro d'Italia

2016: 45º
2017: 40º

### Classiche monumento
- Giro di Lombardia

2016: ritirato

### Competizioni mondiali
- Campionati del mondo

Toscana 2013 - In linea Under-23: ritirato
Ponferrada 2014 - In linea Under-23: 56º